# Capsala neothunni
Capsala neothunni är en plattmaskart. Capsala neothunni ingår i släktet Capsala och familjen Capsalidae. Inga underarter finns listade i Catalogue of Life.